# Moes Taverne
Moes Taverne (engl. Titel: Mommie Beerest) ist die 7. Folge der 16. Staffel der Serie Die Simpsons.

## Inhalt
Die Familie Simpson feiert bei einem Brunch in einem noblen Lokal, dass die letzte Rate der Hypothek endlich abbezahlt ist. Dabei führen sich die Kinder äußerst ungezogen auf.
In Moes Taverne, Homers Stammkneipe, beklagt sich Homer gerade über sein Leben, als plötzlich der Kontrolleur vom Gesundheitsamt hereinkommt. Es stellt sich heraus, dass Moe und der Gesundheitsinspektor alte Freunde sind und Moe somit nichts zu befürchten hat. Der Inspektor begeht allerdings den tödlichen Fehler, eines von Moes Soleier zu essen, und stirbt daran. Sein Nachfolger schließt die Spelunke aufgrund der unhaltbaren hygienischen Zustände. Die Stammgäste verabschieden sich in einer Trauerfeier von ihrer Kneipe.
Homer kann nicht akzeptieren, dass die Taverne geschlossen ist, und nimmt eine neue Hypothek auf, um Moe zu helfen. Als Marge das herausfindet, übernimmt sie das Ruder in der Taverne, damit das Geld nicht ganz verloren ist. Sie schlägt Moe vor, das Lokal zu einem britischen Pub umzugestalten. Unter dem Namen „The Nag and the Weasel“ (dt.: Der Gaul und das Wiesel) eröffnet der Pub und wird zum Erfolg.
Da die Zusammenarbeit von Marge und Moe gut läuft, fühlt sich Homer vernachlässigt und wird eifersüchtig. Als Moe und Marge geschäftlich nach Aruba reisen wollen, folgt Homer den beiden zum Flughafen und es gelingt ihm auch, in das Flugzeug zu gelangen. Moe ist tatsächlich in Marge verliebt und versucht, sie für sich zu gewinnen. Es stellt sich aber heraus, dass Homers Eifersucht insofern unbegründet war, als Marge keinerlei Interesse an Moe hegt. 
Da das Flugzeug schon in der Luft ist, muss Homer die beiden nach Aruba begleiten. Die unbeaufsichtigten Kinder nehmen derweil an einem europäischen Ballonrennen teil.

## Hintergrund
Im Pub singen Homer und Marge den Titel Love Will Keep Us Together von Neil Sedaka von 1973. Drehbuchautor Michael Price gewann 2005 für die Folge einen Writers Guild of America Award.